# Centrex
Centrex (von Central Office Exchange) stellt die Funktionen einer Telefonanlage für Privatpersonen oder Unternehmen mit Hilfe von Elementen eines öffentlichen Telekommunikationsnetzes (zum Beispiel ISDN) bereit. Als synonyme Bezeichnungen haben sich die Begriffe virtuelle Telefonanlage, Hosted PBX (Private Branch Exchange) und NetPBX etabliert.
Die Technologie wurde zum Ende der 1950er Jahre in den USA entwickelt, und dort zu Beginn der 1960er Jahre auf dem Markt angeboten. In Deutschland wurden erst mit der Deregulierung des Telefonmarktes zu Beginn der 1990er Jahre erste Angebote zu dieser Technik ausgearbeitet.

## Prinzip
Jedes Telefon wird wie ein einfacher Privatanschluss direkt an das öffentliche Telefonnetz eines Netzbetreibers angeschlossen. Der Netzbetreiber reserviert Rufnummern und Gliederung gemäß Nutzerwunsch und räumt einen besonderen Tarif für interne Gespräche ein. Im Gegensatz zu Telefonanlagen müssen mit Centrex vom Anwender im Idealfall keine eigenen Systeme beschafft und unterhalten werden.

### Dienste
Alle von Centrex bereitgestellten Dienste orientieren sich zunächst einmal an den Gegebenheiten der am Markt befindlichen Telefonanlagen. Dazu gehören Standarddienste der Telefonie ebenso wie erweiterte Gruppendienste sowie Mehrwert- und Zusatzdienste. Dazu kommen bei Centrex – da diese Leistungen ohnehin in öffentlichen Netzknoten bereitgestellt werden – noch spezielle Transportdienste, die in privaten Netzen immer separat betrachtet werden. In dieser Aussage steckt auch einer der wesentlichsten Unterschiede zwischen den Private und den Managed Services.
Im Einzelnen lassen sich diese Gruppen von Diensten unterscheiden:
- Standarddienste stellen grundlegende Funktionen für die Abwicklung von Telefonie bereit und sind so auch in allen öffentlichen Netzen verfügbar. Dazu gehören dann solche Aufgaben wie der Verbindungsauf- und -abbau sowie die Rufnummernverwaltung.
- Gruppendienste erweitern die vorhandenen Standarddienste um spezielle Leistungen, die das umfangreichere Kommunikationsverhalten einer privaten Gruppe berücksichtigen und so nur eingeschränkt in öffentlichen Netzen vorhanden sind. Die Mehrheit dieser Dienste wurde auch speziell in der Entwicklungsgeschichte der Telefonanlagen am Markt platziert. Zu diesen Diensten gehören dann Leistungen wie ein interner Rufnummernplan oder Anrufübergaben und -weiterschaltungen.
- Mehrwertdienste bieten eine Zusammenfassung von Leistungen, die auf eine bestimmte Anwendergruppe zugeschnitten sind. Dabei spielen besonders Callcenter und Telearbeitsplätze eine wichtige Rolle.
- Zusatzdienste ergänzen die Standard- und Gruppendienste in Form von speziell gehosteten Systemen, die zum Beispiel Unified Messaging oder Sprachmailboxen zentral bereitstellen. Damit lassen sich vor allem Komfortdienste einfach bereitstellen.
- Administration der jeweiligen Leistungen und Gruppen ist eine Grundvoraussetzungen für den Aufbau von Centrex. Im Gegensatz zu lokalen Anwendungen wie Telefonanlagen sind beim Einsatz zentraler Systeme eine ganze Reihe von Besonderheiten zu beachten, da sich in einer Gruppe verschiedene aktive und passive Knoten befinden können.

#### Gruppendienste
Die allgemeinen Teilnehmerfunktionen gehören zum Standard moderner Kommunikation und sollen hier nicht weiter betrachtet werden. Zu den centrex-spezifischen Eigenschaften gehören neben den auch in Telefonanlagen verfügbaren Leistungen besonders folgende Features:
- Interne Nummerierung (Intercom-Nummer) – Neben einer Rufnummer des öffentlichen Netzes erhält jeder Teilnehmer eine interne Rufnummer, mit der er innerhalb der Gruppe erreicht wird. Diese Funktion ist besonders beim Einsatz von Wide Area Centrex interessant und wird dort ausführlicher anhand eines Beispiels vorgestellt.
- Einbindung privater Telefonanlagen – Neben einzelnen Endgeräten ist es auch möglich, Telefonanlagen in Centrex-Gruppen zu integrieren. Damit lassen sich Telefonanlagen erweitern, virtuell über mehrere Standorte vernetzen oder schrittweise durch Centrex-Anschlüsse ablösen.
- Durchwahl zum öffentlichen Netz – Während mit Telefonanlagen immer nur das eigene Ortsnetz erreicht wird, lassen sich mit Centrex eine Vielzahl von Varianten beim Zugang zum öffentlichen Netz gestalten.
- Minigruppe – Jeder Teilnehmer einer sogenannten Mini-Gruppe bleibt mit seinem Telefonanschluss zunächst Mitglied des öffentlichen Netzes und betritt seine Centrex-Gruppe erst mit Eingabe einer Kombination.
- Automatische Anrufverteilung ACD – Mit Centrex lassen sich Anrufe innerhalb der gesamten Gruppe nach einer automatischen Prozedur verteilen.
- Manuelle Anrufverteilung – Innerhalb einer Centrex-Gruppe können, je nach Berechtigung, alle Anrufe auf jeden beliebigen Standort verteilt, übernommen oder weitervermittelt werden.

#### Vermittlungen
Ein wichtiges Kommunikationsmittel bleiben auch im Zeitalter der Spracherkennungssysteme noch immer personell besetzte Vermittlungsplätze. Mit Centrex können diese Vermittlungsplätze auf mehrere Standorte verteilt sein oder auch mehrere private Gruppe bedienen – letzteres bezeichnet einen sogenannten Centrex-Komplex und ist mit Telefonanlagen derzeit nur sehr eingeschränkt möglich. Mit dem Zugriff auf die Ressourcen des öffentlichen Netzes bestehen für Vermittlungsplätze an mehreren Standorten keine Einschränkungen bei der Weitergabe von Gesprächen innerhalb des Netzes. Es wird erwartet, dass im Rahmen von Centrex Vermittlungsplätze auch weiterhin eine große Bedeutung haben und neue Funktionalitäten bieten.

#### Administration
Mit der Administration seiner privaten Gruppe wird dem Anwender ein wichtiges Hilfsmittel in die Hand gegeben, mit dem er seine Anforderungen an die Kommunikation selbst gestalten kann. Waren in der Vergangenheit bei Centrex die Administration von speziellen Endgeräten abhängig und die möglichen Funktionen begrenzt, wird mit Centrex der Übergang zu neuen Varianten der Verwaltung diskutiert. Eine besondere Rolle kommt in Zukunft hier den web-basierten Lösungen zu.

### Technik
Centrex basiert auf den Komponenten des öffentlichen Netzes. Dazu gehören im Allgemeinen:
- Öffentliche Netzknoten als Träger der Steuerungsfunktionen,
- Netze zur Verbindung zwischen Netzknoten und Anwendern,
- Endeinrichtungen als unmittelbare Schnittstelle zum Anwender.

Träger jeder Centrex-Lösung ist das Vermittlungssystem, in dem die notwendigen Prozesse gesteuert und verwaltet werden. Dazu wird eine Centrex-Gruppe gebildet, die sich anhand einer eindeutigen Business Group Identification (BGID) innerhalb des Systems identifizieren lässt. Diese Kennung wird während der Vermittlungsprozesse abgefragt; gehört ein Anschluss zu einer BGID stellt das System ihm auch die dort hinterlegten Dienste und Anwendungen der privaten Gruppe zur Verfügung. Wichtig ist diese Identifikation auch beim Aufbau standortübergreifender Gruppen, an denen mehrere Netzknoten beteiligt sind.

### Schnittstellen
Mit Centrex müssen per Definition alle Schnittstellen verfügbar sein, die auch in herkömmlichen privaten Gruppen möglich sind. Entscheidender Unterschied zu privaten Systemen ist die Architektur des öffentlichen Netzes, das auf öffentlich verfügbaren und definierten Schnittstellen und Protokollen beruht. Damit stehen aber auch nur die öffentlich definierten Leistungsmerkmale zur Verfügung. Sollen jetzt spezielle Dienste angeboten werden, wie sie in privaten Systemen üblich sind, gilt es die vorhandenen Protokolle entsprechend zu erweitern und sie sind so gesehen nicht mehr uneingeschränkt nutzbar.

### Protokolle
Als eines der Kernelemente bei der Einführung von Centrex muss die Nutzung der möglichen Protokolle im Netz berücksichtigt werden. Gab es in privaten Netzen unter der Verwendung privater Knoten klare Trennungen zwischen privaten und öffentlichen Kommunikationsprotokollen vermischen sich diese beiden Welten bei Centrex im Wesentlichen Maße. So ist das in Deutschland verwendete ISDN-Protokoll DSS-1 nur begrenzt für Funktionen von Telefonanlagen vorbereitet. In der Welt der Telefonanlagen arbeiten daher die Hersteller mit eigenen, proprietären Protokollen, die jedoch bei Centrex im öffentlichen Netz nicht zur Verfügung stehen. Damit ergeben sich bei Centrex eine Reihe von Einschränkungen gegenüber den am Markt vorhandenen Telefonanlagen.

## Anwendungen
Aufgrund der speziellen Architektur des öffentlichen Netzes können mit Centrex zusätzliche Dienste in privaten Gruppen erbracht werden, die so mit privaten Systemen meist nicht möglich sind. Diese Anwendungen machten bislang einen großen Teil der Attraktivität von Centrex aus und werden auch unter IP-Centrex eine zentrale Rolle spielen.

### Wide Area Centrex (WAC)
Im Netz wird diese Funktion, in der verschiedene Standorte zu einer gemeinsamen privaten Gruppe zusammengefasst werden, auch als Inter-Site Networking oder als Virtual Private Network (VPN) bezeichnet. Mit dieser Funktion erscheint eine verteilte Gruppe so, als ob sie sich an einem Standort befindet. Damit lassen sich auch einheitliche Mehrwertdienste an allen Anschlüssen dieser Gruppe gleichermaßen nutzen.
Extended Wide Area Centrex
Mehrere Standorte einer Centrex-Gruppe sind an einem Netzknoten angeschlossen. Die Kommunikation wird innerhalb des Knotens abgewickelt.
Network Wide Area Centrex
Mehrere Standorte einer Centrex-Gruppe sind an verschiedene Netzknoten angeschlossen. Die Kommunikation zwischen den Knoten wird über das SS7 abgewickelt.
Intelligent Wide Area Centrex
Mehrere Standorte einer Centrex-Gruppe sind an verschiedene Netzknoten angeschlossen. Die Kommunikation zwischen den Knoten wird über das IN abgewickelt.
Convergent Wide Area Centrex
Mehrere Standorte einer Centrex-Gruppe sind an verschiedene Netzknoten in verschiedenen Systemen (PSTN oder NGN) angeschlossen. Die Kommunikation zwischen den Knoten wird entweder über das SS7, über das IN, über DSS1 oder IP-Protokolle abgewickelt.
Spezielle Merkmale aller Lösungen mit Wide Area Centrex sind:
- einheitliche Darstellung des gesamten Verbundes unter einem gemeinsamen Rufnummernblock,
- einheitliche Funktionen und Dienste im gesamten Netz,
- Behandlung aller Verbindungen innerhalb der WAC-Gruppe wie in einer gemeinsamen privaten Telefonanlage,
- gemeinsame Administration aller Standorte,
- keine Engpässe oder Überkapazitäten durch den Zugriff auf Netzkapazitäten des Carriers,
- verringertes Risiko einer Störung zwischen den Standorten gegenüber gemieteten Festverbindungen durch die dichtere Vermaschung öffentlicher Netzbetreiber,
- den Kundenbedürfnissen angepasste Tarif-Varianten zwischen den Standorten.

Alle Funktionen des Wide Area Centrex basieren auf Kommunikationsprozessen in den Systemen der öffentlichen Netzbetreiber. Erkannt werden die Gruppen in verschiedenen Netzknoten im Network WAC durch die Auswertung der BGID aus dem ISDN-User-Part des Zeichengabeprotokolls SS7. Die dort enthaltenen Nachrichten lösen dann entsprechende Funktionen innerhalb der Gruppe auf. Derzeit sind aber weder diese Auswertung der BGID noch die weiteren Funktionen genormt, so dass nur herstellerspezifische Nachrichten ausgetauscht werden. Damit sind aktuell keine Centrex-Gruppen realisierbar, die sich über Netzknoten verschiedener Hersteller erstrecken. Ebenso ist damit der Aufbau von Gruppen unmöglich, die sich über verschiedene Netzbetreiber erstrecken.
Aktuell sind in Deutschland nur die Systeme EWSD der Siemens AG über mehrere Standorte als Basis für Centrex in Betrieb. Mit Einsatz des SS7-Feldes ISUP V2 (ISUP+) stellt dieses System eine herstellerspezifische und begrenzte Anzahl von Nachrichten für die Kommunikation zwischen zwei Netzknoten zur Verfügung. Alternativ wäre auch Intelligent WAC möglich – dort sind die verfügbaren Nachrichten im INAP aber noch weniger auf den Einsatz einer komplexen Centrex-Lösung ausgelegt, so dass vor allem die Nummerierung zwischen den Standorten auf diese Weise organisiert wird. Damit ist als begrenzte Lösung zumindest der Betrieb verschiedener Systeme möglich.
Kommt jetzt die Interconnection zwischen PSTN und NGN ins Spiel, stellt sich wieder das Problem der inkompatiblen Nachrichtenformate. Gehen derzeit die Anbieter vor allem davon aus, dass die potentiellen Kunden von IP-Centrex idealerweise ohne vorhandene TK-Infrastrukturen auf der grünen Wiese beginnen, sieht die Realität doch etwas anders aus. Für viele Nutzer wäre IP-Centrex ein idealer Migrationspfad vom PSTN ins NGN – ohne Kommunikation zwischen beiden Welten bleibt das aber ein Wunschtraum.
Eine Lösungsvariante wäre es, sich mehr auf die Protokolle der IP-Welt zu stützen, die zum Beispiel mit SIP über eine offene Plattform verfügt, das weitere Dienste in sich aufnehmen könnte. Ohne einheitliches Vorgehen aller Marktteilnehmer bleibt dieses Vorhaben zurzeit nicht machbar.

### Callcenter
Eine der derzeit noch unbedeutenden Anwendungen sind virtuelle Callcenter. Unter den Bedingungen von IP-Centrex sollte sich dieses Bild aber wandeln, da sich dort die Kommunikation besser mit den benötigten Daten verknüpfen lässt.
Schwerpunkt der zurzeit verwendeten Lösungen ist der Einsatz einer zentralen ACD, die mit Wide Area Centrex mehrere Standorte versorgt. Hier ist ein zentrales Call-Management vorgesehen, mit dem die Belastungen der einzelnen Agents von einer Stelle aus gesteuert wird. Ebenso ist auch der Einsatz von CTI vorgesehen; aufgrund der noch sehr komplizierten Handhabung gibt es dafür bislang keine Anwendungsfälle. Im Zusammenspiel von Centrex mit Callcenter-Lösungen lassen sich folgende Dienste nutzen:
englisch local automatic call distribution (L-ACD)
Damit werden die ankommenden Anrufe innerhalb eines Standortes verteilt.
englisch network wide automatic call Distribution (N-ACD)
Dieses System ermöglicht es, Anrufe innerhalb einer WAC-Gruppe an beliebig viele Standorte zu verteilen.
englisch interactive voice response (IVR)
Das ACD-System kann auch über ein zusätzliches System die Anrufer über eine Spracherkennung vorqualifizieren und denn den jeweiligen Agents zuordnen. Mit dieser Lösung können die Anwender auf eigene Spracherkennungssysteme verzichten.
englisch computer telephony integration (CTI)
Waren in der Vergangenheit das Zusammenspiel von Datenapplikationen und Sprachtelefonie nur in aufwendigen Projekten zu realisieren, besteht mit IP-Centrex die Möglichkeit beide Welten auf einfache Weise zu verknüpfen.
Mehrwertdienste
Neben IVR und CTI sind noch weitere Dienste aus dem Bereich der Callcenter als virtuelle Lösung unter IP-Centrex denkbar.
Call-Management (CM)
Gleiches gilt für die Abfrage und Beeinflussung der Parameter eines Callcenters.

### Zentraler Vermittlungsplatz
Zentralisierte Vermittlungen, in denen über reine Abfragen von Anrufern wie im Callcenter auch eine aktive Gesprächsbehandlung möglich ist, bilden bei vielen der derzeit in Betrieb befindlichen Centrex-Lösungen einen wesentlichen Baustein. So ist es im Wide Area Centrex sinnvoll, verschiedene Standorte zentral zu bearbeiten. Damit lassen sich nicht nur Kommunikationsprozesse straffen, sondern auch Personal effektiver einsetzen. In Verbindung mit netzweiten ACD-Lösungen erhalten die Anwender mit diesem System eine vielseitige Anwendung.
Da der ZVPL auf öffentlichen Netzen basiert, unterscheiden sich die Funktionen in einigen Punkten von denen privater Systeme:
In einem Standort der Centrex-Gruppe wird die zentrale Einwahl als direkte Verbindung zum ZVPL festgelegt. Außerdem können auch an den anderen Plätzen mit der Funktion „Ruhe vor dem Telefon“ die Anrufe zum ZVPL umgelenkt werden.
Ruft jetzt ein externer Teilnehmer einen dieser Anschlüsse an oder will eine allgemeine Anfrage an die zentrale Einwahl richten, wird diese Verbindung direkt im Netz ohne Beteiligung der Anschlussleitungen des Kunden direkt zum ZVPL umgelenkt.
Dort werden sowohl die Rufnummer des Anrufers als auch das ursprünglich angewählte Ziel angezeigt. Damit kann direkt so reagiert werden, als ob sich der ZVPL am ursprünglich angewählten Standort befindet.
Im nächsten Schritt kann am ZVPL der Anruf sowohl abschließend wie in einem Callcenter bearbeitet oder innerhalb der Centrex-Gruppe weiter vermittelt werden.
Bei Bedarf kann der ZVPL – und nur er und auch nur in diesem Fall – die Funktion „Ruhe vor dem Telefon“ bei dem ursprünglich gewählten Teilnehmer durchbrechen und das Gespräch an diesen Platz weiter vermitteln.
Mit den skizzierten Funktionen stehen dem Nutzer eine Reihe von Leistungen zur Verfügung, die so mit einem privaten System nicht ohne weiteres hergestellt werden können. In diesem Zusammenhang spielt auch die Funktion des Centrex-Komplexes eine interessante Rolle. Damit lassen sich mehrere private Gruppen unter Centrex von einem zentralen Dienstleister mit einem ZVPL versorgen – eine Funktion wie sie mit einer Telefonanlage nicht möglich ist.

### Telearbeitsplatz
Centrex bietet auf diesem Gebiet eine einfache Lösungsmöglichkeit, die anderen Systemen in vielen Punkten überlegen ist. Daher werden zunächst die derzeit verfügbaren Lösungen vorgestellt.
Im ISDN-basierten Centrex ergeben sich diese Leistungen:
- Nach Anmeldung des Telearbeiters an seinem heimischen Arbeitsplatz stehen ihm alle Funktionen seines Büroarbeitsplatzes zur Verfügung.
- Am Büroarbeitsplatz ankommende Rufe werden direkt im Netz an den Telearbeiter weitergeleitet, ohne dass eine Leitung in das Unternehmen belegt wird.
- Als vollständiges Mitglied der privaten Kommunikationsgruppe können die so ankommenden Rufe vom Telearbeiter an den Unternehmensstandort weiter vermittelt werden.
- Abgehende Telefonate des Telearbeiters sind mit der Bürorufnummer gekennzeichnet, so dass für den Angerufenen nicht die Herkunft des Rufes aus einem Heimarbeitsplatz erkennbar ist.
- Meldet sich der Telearbeiter aus der Gruppe ab, werden seine abgehenden Telefonate wieder als private Rufe angezeigt und abgerechnet.
- Zusätzlich ist es möglich, Datenverbindungen in diesen Prozess zu integrieren und somit ein VPN im ISDN zu errichten. Mit IP-Centrex vereinfacht sich diese Variante wesentlich.
- Für den Telearbeitsplatz existiert eine Signalisierung, die auf den Status des externen Arbeitsplatzes hinweist. Damit lässt sich die Anwesenheit des Telearbeiters abrechnen. Mit diesem Merkmal können aktive Telearbeitsplätze auch bei Bedarf in eine Anrufverteilung eingebunden werden.
- Dabei ist es auch möglich, dass der Telearbeiter in einer sogenannten Mini-Centrex-Lösung nur partiell in das kommunikative Geschehen in seinem Unternehmen eingebunden wird.

Bislang wurde mit dieser Lösung vor allem die Einbindung von Telearbeitern als „Überlauf“ für virtuelle Callcenter realisiert. Damit kann der Betreiber eines Callcenters ohne größeren Aufwand und unter Verzicht auf eigene Investitionen zusätzliche Arbeitsplätze – unabhängig von deren Standort – in bestehende Gruppen einbinden.

## Einsatzbedingungen
Centrex erfordert im Gegensatz zu Projekten mit privaten Systemen eine andere Herangehensweise. Dabei ist immer die Sichtweise der Anwender zu beachten, die aus eben jenen Systemen von Telefonanlagen und Festverbindungen heraus gewachsen ist. Eine völlige Umorientierung der Kunden führt letztendlich nur zu Verwirrung. Trotz allem müssen beim Einsatz von Centrex einige Bedingungen berücksichtigt werden, die bei klassischen Projekten so nicht zu finden sind.

### Organisation
Schwerpunkt sind das Outsourcing, die Kosten und der Einfluss auf die Prozesse. Folgende Positionen spielen dabei eine Rolle:
- es sind keine Investitionen des Kunden notwendig,
- kürzere Vertragslaufzeiten als bei einer Telefonanlage sind möglich,
- heterogene Lösungen aus Telefonanlage und Centrex erfordern besondere Supportleistungen,
- mit speziellen Funktionspaketen kann der Kunde seine Kosten senken, indem er nur wirklich benötigte Leistungen bezahlt,
- dem Anwender werden nur die wirklich in Anspruch genommenen Nutzungen des Netzes in Rechnung gestellt,
- es lassen sich spezielle Preismodelle aushandeln, die im Gegensatz zu Telefonanlagen interne Verbindungen kostenpflichtig machen,
- der Anwender muss mit dem Verzicht auf eigene Technik keine Räumlichkeiten dafür bereitstellen,
- für interne Gespräche können Kosten entstehen und
- für zu große Unternehmen ist das klassische Centrex nur bedingt geeignet.

### Technik
Der Einsatz von Centrex bietet im Vergleich zu anderen Systemen eine Reihe technischer Besonderheiten:
- Die Zuverlässigkeit ist in öffentlichen Netzen und Netzknoten deutlich höher, als dies bei privaten Systemen möglich wäre.
- Öffentliche Netzbetreiber bieten aufgrund ihrer Systemstrukturen eine höhere Sicherheit als bei privaten Systemen.
- Ebenfalls betreiben sie einen sehr hohen Aufwand für die Systempflege, Administration und Wartung.
- Mit Abstützung auf einen öffentlichen Netzknoten ist ein gleichmäßiges Wachstum ohne Zwischenschritte möglich.
- Öffentliche Netze sind in der Regel deutlich blockierungsärmer, als es bei privaten Systemen jemals möglich wäre.

### Anwender-Equipment
Im Zusammenspiel von Centrex und vorhandenen Anwendersystemen gibt es einige Vorteile:
- Telefonanlagen lassen sich um weitere Anschlüsse erweitern, unabhängig vom jeweiligen Standort des Systems.
- Virtuelle Vernetzungen von vorhandenen Telefonanlagen sind möglich.
- Zusätzliche Anwendungsserver im Netz erweitern die Funktionen vorhandener privater Systeme.

Daneben gibt es im Zusammenspiel von Telefonanlagen und Centrex auch einige Nachteile und Probleme:
- Komfortmerkmale stehen nicht systemübergreifend zur Verfügung, da es dafür keine genormten Protokolle gibt.
- Anrufumleitungen sind in einigen Konfigurationen nicht möglich.
- Weitergabe von Verbindungen oder Anrufumleitungen zwischen den Systemen können die privaten Leitungswege überlasten.
- CTI-Systeme sind systemübergreifend nicht als Third-Party-Anwendungen möglich.

## Verbreitung
In Nordamerika erreicht Centrex einen Marktanteil von ca. 30 % der internen Anschlüsse in Unternehmen und Verwaltungen. Zusammen mit IP Centrex dominiert das „Prinzip Centrex“ dort mittlerweile rund die Hälfte des Marktes. Verbreitet ist Centrex ebenfalls in Skandinavien, Großbritannien, Neuseeland, Australien und Japan. Auch in Deutschland wird das Produkt von verschiedenen – vor allem regional tätigen – Netzbetreibern angeboten. Aufgrund von neu entwickelten Leistungsmerkmalen und der möglichen Verschmelzung mit IP-Technologien (IP-Centrex) und Breitbandanwendungen, wird dem Dienst eine bis vor kurzem nicht für mögliche gehaltene Renaissance vorausgesagt.

## Geschichte
Ursprünglich gab es weltweit nur Centrex, da eigene Telefonanlagen beim Kunden in den Anfangsjahren des Fernmeldewesens nicht zugelassen waren. Erst ab 1900 entwickelten sich aus der technischen Notwendigkeit heraus Telefonanlagen, die in der Folge dann Markt bestimmend wurden.
Für das Verständnis der aktuellen Entwicklung ist ein Blick in die Geschichte sehr hilfreich. Entwickelt wurde Centrex ursprünglich in den USA. Anfang der fünfziger Jahre stellte AT&T bei Marktuntersuchungen fest, dass sich mit den Dienstmerkmalen privater Nebenstellenanlagen die Geschäftsprozesse der Kunden nur unvollständig unterstützen ließen, während die öffentlichen Vermittlungsanlagen ungleich leistungsstärker waren. Auf der Grundlage dieser Erkenntnis begannen in den Bell Labs als Tochterunternehmen von AT&T erste Untersuchungen, wie die öffentlichen Vermittlungen private Gruppenkommunikation aufnehmen können. Ziel war es vor allem, umsatzstarke Großunternehmen mit mehr Leistungen zu versorgen.
Die Bell Labs führten 1958 in Colorado Springs erste Tests durch, die dann ein Jahr später in den Regelbetrieb in Chicago mündeten. Dort ergab sich plötzlich die völlig unerwartete Situation, dass sich statt der erwarteten Zielgruppen bei den Großkunden immer mehr kleine und mittlere Unternehmen für Centrex interessierten. Diese Nachfrage nach kostengünstigen Corporate Networks brachte dann in den folgenden Jahren eine gewisse Blütezeit für Centrex in den USA. In den siebziger Jahren brach dieser Aufschwung mit dem Aufkommen leistungsstarker privater Nebenstellenanlagen wieder ab. Belebt wurde der Markt dann durch eine Wende im gesamten Kommunikationsmarkt: Der Zerschlagung von AT&T in kleine Unternehmenseinheiten. Diese sogenannten Baby Bells sahen in Centrex eine exzellente Möglichkeit, um an lukrative Geschäftskundenpotentiale heranzukommen. So wurde für einige RBOCs Centrex regelrecht zum Schlüsselprodukt für ihr eigenes Überleben am Markt. Atlantic Bell erreichte beispielsweise rund die Hälfte seiner Geschäftskunden mit dieser Lösung.
Im Wettlauf um Marktanteile von öffentlichen oder privaten Lösungen brachten dann – wiederum in den USA – die digitalen Systeme eine neue Generation von Leistungen und Diensten. Andere Staaten zogen dann in den Achtzigern und Neunzigern langsam nach, erreichten aber nie die Dichte von Centrex-Anschlüssen wie sie in ganz Nordamerika noch heute anzutreffen ist.
In Deutschland versuchten nach der Deregulierung im Jahr 1998 ebenfalls einige regionale Anbieter mit Centrex bei Geschäftskunden zu punkten. Die ersten vielversprechenden Ansätze scheiterten jedoch zunächst an technischen Problemen und später am fehlenden Verständnis der Netzbetreiber für den Markt der Telefonanlagen. In der Zeit seit 2006 hat sich in einem zweiten Anlauf im Deutschen Markt eine Reihe spezialisierter Anbieter etabliert. Voraussetzung für deren Entstehen war die zwischenzeitlich stark vorangeschrittene Verbreitung von Breitbandanschlüssen auch bei kleinen und mittleren Unternehmen. Heutige Lösungen werden in der Regel vom Anwender selbst über das Web konfiguriert. Der verfügbare Leistungsumfang entspricht dem hochwertiger herkömmlicher Telefonanlagen.